# Крозье, Фрэнсис
Фрэ́нсис Ро́дон Мо́йра Кро́зье (англ. Francis Rawdon Moira Crozier; 16 августа 1796, Банбридж, Ирландия — после 1848) — офицер Королевского военно-морского флота Великобритании. Участник шести арктических и антарктических исследовательских экспедиций.

## Детство
Фрэнсис Крозье родился 16 августа 1796 года в Авонмор Хаус, построенном его отцом в 1792 году. Дом стоял на Церковной площади Банбриджа в графстве Даун, Ирландия. Строение сохранилось и по сей день. Крозье был одиннадцатым из тринадцати детей в семье, главой которой был богатый адвокат Джордж Крозье. Своё полное имя юный Фрэнсис получил в честь Фрэнсиса Родона, 2-го графа Мойра, приходившегося другом отцу мальчика.

## Служба на флоте
В возрасте 13 лет Крозье пожелал связать свою жизнь с Королевским военно-морским флотом, и в 1810 году вышел в море в чине кадета на корабле HMS Hamadryad. Уже в 1812 году он служил в чине мичмана на HMS Briton, а в 1814 году посетил острова Питкэрн, где видел последних оставшихся в живых мятежников с корабля HMS Bounty.
В 1817 Крозье получил сертификат младшего лейтенанта и в 1818 году служил на шлюпе Dotterel во время похода к мысу Доброй Надежды. В 1821 году Крозье пожелал присоединиться ко второй экспедиции капитана Уильма Эдварда Парри, посланной для отыскания Северо-Западного прохода на судах HMS Fury и его судне-близнеце HMS Hecla. Крозье возглавил поход в район острова острова Мелвилл, где вступил в контакт с эскимосами. В этой экспедиции Фрэнсис Крозье также получил первый опыт зимовки на затёртом льдом судне. В 1824 году он вновь вернулся с Уильямом Парри в Арктику, на этот раз итогом экспедиции стала потеря судна HMS Fury близ острова Сомерсет. Крозье был повышен до звания лейтенанта в 1826 и в 1827 году вновь присоединился к Уильяму Парри в очередной его экспедиции, целью которой было на судах достичь Северного полюса. Во время этих плаваний Фрэнсис Крозье стал близким другом исследователю Джеймсу Кларку Россу.
В 1827 году, после проведения ценных астрономических и магнитных исследований во время трёх экспедиций Парри, Крозье был избран членом Королевского астрономического общества. В 1831 году был переведён на фрегат HMS Stag, на котором продолжал нести службу у берегов Португалии во время разгоревшийся в этой стране гражданской войны.
В 1835 году Крозье присоединился к экспедиции Джеймса Росса в качестве помощника командира на HMS Cove. Экспедиция была снаряжена для поиска 12 британских китобоев, пропавших в Арктике. Китобои были спасены, и в 1837 году Фрэнсис Крозье получил звание коммандера.

## Исследования Антарктики
В 1839 году Крозье вновь присоединился к Джеймсу Кларку Россу в качестве второго помощника командира в его четырёхлетней экспедиции на судах HMS Erebus и HMS Terror, целью которой было изучение Антарктики. Крозье командовал кораблём HMS Terror. В августе 1840 года корабли встали на якорь в Хобарте, столице английской колонии на Тасмании, губернатором которой был сэр Джон Франклин, некогда сам возглавлявший две северных экспедиции. Здесь у Крозье случился кратковременный роман с племянницей губернатора — Софией Крэкфорт. В 1841 году Фрэнсис был произведён в чин капитана. В 1843 году, после выполнения своей задачи в Антарктике, экспедиция вернулась в Англию. Её итогом стал наиболее удачный из всех ранее предпринятых проходов сквозь паковый лёд к континенту (вплоть до 78° 10' ю.ш.), обследование значительной его части и открытие Южного магнитного полюса. При этом, потерь среди членов экипажа не было вообще. Джеймс Росс нанёс на карту береговую линию именно той части континента, которая позже стала ассоциироваться с Героическим веком антарктических исследований. Эти места в будущем служили отправными точками для экспедиций Руаля Амундсена, Роберта Скотта и Эрнеста Шеклтона. Такие названия, как гора Эребус, море Росса, земля Виктории, пролив Мак-Мердо и Великий ледяной барьер Росса (шельфовый ледник Росса) получили широкую известность.
В знак признания выдающихся работ Крозье по магнетизму, в 1843 году он был избран членом Королевского общества.

## Поиск Северо-Западного прохода
В 1845 году Фрэнсис Крозье был назначен капитаном HMS Terror в третьей экспедиции сэра Джона Франклина, целью которой была очередная попытка найти Северо-Западный проход.
В июне 1847 года, после смерти Франклина, он принял командование экспедицией, однако его судьба, как и судьба всех остальных членов предприятия, оставалась неизвестной вплоть до 1859 года, когда была найдена записка, оставленная им на острове Кинг-Вильям и найденная поисковой экспедицией капитана Фрэнсиса Мак-Клинтока. Послание состояло из двух записей, сделанных на одном листе бумаги с двухлетней разницей во времени. В последнем послании, датированном 25 апреля 1848 года, говорилось, что корабли были затёрты льдами и покинуты людьми. Девять офицеров, включая сэра Джона Франклина, и 15 матросов погибли, а оставшиеся в живых надеются 26 апреля выступить к реке Бак. Сообщение было подписано капитаном HMS Erebus Джеймсом Фитцджеймсом и капитаном HMS Terror, старшим офицером Фрэнсисом Крозье. Мак-Клинток обнаружил на острове Бичи три могилы и, как впоследствии и другие исследователи, множество человеческих останков на острове Кинг-Вильям и северном побережье Канады. Ни один человек из экспедиции Франклина не вернулся домой живым. Судьба большинства из них остаётся доподлинно неизвестной, а останки не найденными.
Позже были записаны показания эскимосов, в которых говорилось, что между 1852 и 1858 годами Крозье и ещё один член экипажа были, якобы, ими замечены в районе Бейкер-Лейк, примерно в 400 км к югу от того места, где в 1948 году Фарли Моуэт нашёл «очень старую пирамиду, не похожую на обычные эскимосские строения», внутри которой лежали обломки деревянного короба, скреплённые «ласточкиным хвостом».

## Память
- В январе 2008 года в родном городе Фрэнсиса Крозье — Банбридже, было организовано в его честь памятное мероприятие, включавшее также и поминальную службу в церкви Святой Троицы. В нём приняли участие более 100 потомков членов предприятия Франклина, самого Крозье и членов поисковых экспедиций. На мероприятии присутствовал городской совет Банбриджа и некоторые историки Арктики, в том числе Майкл Смит и Рассел Поттер[4].
- Мемориал в честь сэра Джона Франклина и его людей, в том числе Фрэнсиса Крозье, был возведен по приказу Парламента в 1858 году в Расписном зале Старого королевского морского колледжа Гринвича, Лондон. В 1937 году его перенесли в часовню колледжа, а в конце 2009 года состоялась торжественная церемония переноса монумента и установки его у входа в колледж.
- На Церковной площади Банбриджа, напротив дома, где родился Фрэнсис Крозье, установлен большой монумент в его честь.
- В 1935 г. Международный астрономический союз присвоил имя Фрэнсиса Крозье кратеру на видимой стороне Луны.

Имя Фрэнсиса Крозье носят многие географические объекты:
- Мыс Крозье на восточной стороне острова Росса, Антарктида
- Мыс Крозье на западной стороне Кинг-Вильям, канадская Арктика
- Мыс Крозье у западного входа в залив Милосердия на острове Банкс, канадская Арктика
- Пролив Крозье, лежащий между островом Корнуоллис и островом Батерст, Арктика
- Река Крозье в районе пролива Фьюри и Гекла, канадская Арктика
- Мыс Крозье на острове Шпицберген, Арктика
- Канал Крозье, лежащий к северу от острова Банкс, Арктика
- Остров Крозье в проливе Кеннеди, лежащего между Гренландией и островом Элсмир
- Лунный кратер Крозье, расположенный в точке с координатами 13,5 ° S, 50,8 ° E, видимая сторона Луны

## Отражение в искусстве
- Фрэнсис Крозье является главным героем романа американского писателя-фантаста Дэна Симмонса «Террор» (2007; русский перевод 2008), а также его экранизации телеканалом AMC (2018).
- Крозье отводится роль рассказчика в романе франкоязычного канадского писателя Доминика Фортье «О правильном использовании звёзд» (фр. Du bon usage des étoiles) — финалисте канадской литературной Премии генерал-губернатора 2009 года в номинации «художественное произведение на французском языке»[5].
- В романе англоязычной канадской писательницы Маргарет Этвуд «Год потопа[англ.]» (англ. The Year of the Flood) трое юношей носят имена Крозье, Шеклтон и Отс.
- Фрэнсис Крозье присутствует в серии комиксов компании Marvel Comics, представая в роли злодея Мора (англ. Pestilence) и борющегося против отряда канадских супергероев — отряда Альфа.

## Комментарии
1. ↑  Традиционно датой рождения Крозье считается 17 сентября, однако проведённые недавно исследования показывают, что с большей вероятностью Фрэнсис родился на месяц и день раньше — 16 августа (Campbell, 2009).
2. ↑  Фрэнсис Крозье был четвёртым по счёту кандидатом на роль главы экспедиции, однако низкое, да ещё и ирландское, его происхождение вынудило организатора предприятия, сэра Джона Барроу, утвердить на этот пост 59-летнего Джона Франклина (Sandler, 2006).